# Скрипко, Виталий Романович
Виталий Романович Скрипко (18 октября 1922, с. Осиновка, Дальневосточная область, РСФСР — 20 июля 2010, Москва, Российская Федерация) — советский и российский юрист, доктор юридических наук, профессор, ведущий научный сотрудник Института государства и права АН СССР (РАН).

## Биография
Участник Великой Отечественной войны.
В 1952 г. окончил юридический факультет МГУ им. М. В. Ломоносова.
- 1954—1957 г. обучался в заочной аспирантуре Института государства и права Академии наук СССР.
- 1952—1957 г. — старший консультант Верховного Суда СССР,
- 1957—1965 гг. — начальник нормативно-правового отдела Министерства коммунального хозяйства РСФСР;
- 1965—2005 гг. — ведущий научный сотрудник Института государства и права АН СССР (РАН).

Сферу научных интересов В. Р. Скрипко составляли проблемы жилищного права, а также права интеллектуальной собственности. В 1961 г. защитил кандидатскую диссертацию на тему: «Охрана жилищных прав граждан СССР»; в 1977 г. — докторскую диссертацию: «Охрана прав изобретателей и рационализаторов в СССР и европейских социалистических странах».
Опубликовал более 100 печатных работ, из них 15 монографий. Наиболее значимыми являются следующие: «Охрана прав изобретателей и рационализаторов в СССР» (1972); «Охрана прав изобретателей и рационализаторов в европейских социалистических странах» (1975); «Использование изобретений и рационализаторских предложений (правовые вопросы)» (1978); «Право граждан на жилище и его судебная защита» (2001).
Являлся членом Научно-консультативного совета Верховного Суда РФ, членом Научно-технического совета Роспатента.